# Il voto è segreto
Il voto è segreto (Raye makhfi) è un film del 2001 diretto da Babak Payami.

## Trama
La storia inizia in una piccola postazione militare su un'isola remota dell'Iran. È giorno di votazioni, ed è previsto l'arrivo in barca di un agente elettorale. Arriva una giovane donna e chiede che il soldato di turno la scorti intorno all'isola. Salgono su una jeep militare e iniziano a percorrere l'isola, in cerca di elettori. La donna senza nome è totalmente dedicata al suo dovere, credendo veramente nell'importanza del voto, una lavoratrice instancabile, piuttosto volubile e certamente non sottomessa. Questo confonde e fa arrabbiare lo stupido soldato, che avrebbe preferito un uomo come agente elettorale. Con il suo chador e tutto il resto, lei è chiaramente una donna emancipata, una "ragazza di città" come descritta dal soldato.
La coppia per necessità alla fine (guai in jeep a parte) setaccia il territorio per trovare aventi diritto al voto tra i locali. Il viaggio inizia in un deserto per spostarsi gradualmente verso luoghi più verdi. L'esperienza è educativa per entrambe le parti. Incontrano una varietà di persone (per lo più contadini analfabeti) e situazioni, che arricchiscono contemporaneamente i due viaggiatori e il pubblico. Prima della fine del film, solo poche persone hanno votato, e la giovane donna è disillusa sul sistema nel quale prima credeva tanto fermamente. Molte persone si rifiutano di votare per i candidati "autorizzati", e uno, addirittura, vota per lei. Alla fine si avverte come un tacito affetto leghi i due compagni di viaggio.